# Savo Milošević
Savo Milošević, cyr. Cаво Милошевић (ur. 2 września 1973 w Bijeljinie) – serbski piłkarz występujący na pozycji napastnika.

## Kariera klubowa
Milošević rozpoczynał swoją klubową karierę w klubie Partizan Belgrad, czołowym zespole ligi jugosłowiańskiej w roku 1992.
W 1995 przeniósł się do Anglii, aby grać w zespole Aston Villa w Premiership. W 1998 wyjechał do Hiszpanii, do Realu Saragossa, w którym grał do 2000 roku. Po odejściu z Saragossy grał w Serie A, w Parmie. W 2002 wrócił do Realu, jednak został szybko sprzedany do Espanyolu Barcelona. W sezonie 2003/2004 był zawodnikiem Celty Vigo, z którą grał w Lidze Mistrzów. Od jesieni 2004 do końca 2007 roku występował w zespole Osasuny.
W sezonie 2008 występował w Rubinie Kazań. W tym zespole zakończył karierę piłkarską w roku 2008.

## Kariera reprezentacyjna
Savo Milošević jest liderem klasyfikacji strzelców bramek i piłkarzy o największej liczbie występów dla reprezentacji Serbii i Czarnogóry (byłej Jugosławii).
Występował na Mistrzostwach Świata 1998 oraz Euro 2000 i na Mistrzostwach Świata 2006, na których był kapitanem drużyny.
Na Mistrzostwach Europy 2000 został – z 5 bramkami – współkrólem strzelców razem z Patrickiem Kluivertem. Z gry w reprezentacji zrezygnował w 2006 roku po rozczarowującym występie dla Serbów i Czarnogórców na Mistrzostwach Świata w Niemczech i oddając opaskę kapitańską Dejanowi Stankoviciowi.
W drużynie narodowej w latach 1994–2006 zagrał 101 razy i zdobył 35 goli.

## Kariera trenerska
Po zakończeniu kariery piłkarskiej pracował przez rok jako asystent Branko Brnovicia w reprezentacji Czarnogóry.
Od marca 2019 roku był trenerem macierzystego Partizana Belgrad. W pierwszym sezonie zajął z klubem trzecie miejsce w lidze i zdobył puchar kraju po pokonaniu w finale FK Crvenej zvezdy (1:0). W kolejnym sezonie zajął z klubem drugie miejsce w lidze i po pokonaniu walijskiego Connah's Quay Nomads FC, tureckiego Yeni Malatyaspor oraz norweskiego Molde FK zakwalifikował się do Ligi Europy, gdzie zajął trzecie miejsce w grupowej tabeli.
Z funkcji pierwszego trenera został zwolniony 30 sierpnia 2020 roku po wyjazdowej porażce z FK Vojvodina (3:2) – w trakcie spotkania rzucił w głównego sędziego butelką z wodą, za co został ukarany czerwoną kartką.
Od czerwca do października 2021 roku był trenerem NK Olimpija Lublana.
We wrześniu 2023 roku został mianowany trenerem reprezentacji Bośni i Hercegowiny.

## Sukcesy

### Piłkarz

#### Klubowe
FK Partizan
- Prva liga Srbije i Crne Gore: 1992/93, 1993/94
- Puchar Serbii i Czarnogóry: 1993/94

Aston Villa
- Puchar Ligi Angielskiej: 1995/96

Rubin Kazan
- Primjer-Liga: 2008

#### Indywidualne
- Król strzelców Prva liga Srbije i Crne Gore: 1993/94, 1994/95
- Król strzelców i jedenastka gwiazd Mistrzostw Europy 2000

### Trener
FK Partizan
- Puchar Serbii: 2018/19